# Rozvržení prvků
Rozvržení prvků (anglicky layout) je proces výpočtu rozmístění objektů na ploše tak, aby byla splněna zadaná omezení. Příslušná funkcionalita může být zabudována přímo do aplikací nebo dodávána jako znovupoužitelná komponenta nebo knihovna.
Rozvržení prvků na stránce zahrnuje výpočet pozic odstavců, grafických prvků, vět, slov a písmen textu, které provádí programy pro desktop publishing, sazbu a renderovací jádra prohlížečů. Tyto programy naopak používají algoritmy pro rozvržení znaků a vykreslovací algoritmy, které počítají správné umístění jednotlivých znaků, čehož lze dosáhnout složitými skripty. Do textu mohou být vkládány i obrázky.
Další druh rozvržení prvků provádějí správci rozvržení (anglicky layout managers), které jsou součástí knihoven pro vytváření prvků grafického uživatelského rozhraní (anglicky widget toolkit) a dovedou automaticky spočítat umístění jednotlivých grafických prvků (anglicky widgets) splňující zadané omezující podmínky, aniž by programátor musel zadávat absolutní souřadnice.
Nástroje pro kreslení grafů automaticky určují umístění uzlů a hran grafu podle různých kritérií jako je minimalizace počtu průsečíků hran, minimalizace celkové plochy nebo vytvoření rozvržení, které působí esteticky. Tento typ programů se používá pro různé účely včetně vizualizace v nástrojích pro automatický návrh desek plošných spojů pro kroky umísti a propoj.